# Bernard Alan Aaron
Bernard Alan Aaron (Bühnenname Bernardo; * 1939 in Newcastle upon Tyne, Vereinigtes Königreich) ist ein britischer Gitarrist, Musikpädagoge und Komponist.

## Leben
Bernard Alan Aaron wuchs mit seinem Zwillingsbruder Harvey in Newcastle-on-Tyne auf. Mit 21 Jahren begann er, klassische Gitarre zu studieren. 1967 wanderte er nach Kanada aus. Hier studierte er am Royal Conservatory of Music in Toronto und wurde 1972 mit Auszeichnung graduiert. Darauf unterrichtete er an mehreren Institutionen klassische Gitarre, darunter die Toronto Board of Education und das Seneca College. Später unterrichtete er wieder in England. Mit Florence Novelli (1931–2014) war er Mitbegründer und von 1972 bis 1984  Musikdirektor des Toronto's Renaissance Theatre. Zu den Theaterstücken von Novelli schrieb Aaron die Bühnenmusiken. Diese Musicals wurden bei Waterloo Music und Playwrights Canada Press publiziert, 1975 wurde er von Jean Cavall mit der Musik für fünfzehn LPs der Serie Chants pour les Jeunes beauftragt. 1984 ging er gemeinsam mit Florence Novelli nach England zurück. Beide heirateten 1999. Auch als Maler erreichte er eine gewisse Bekanntheit. Seine mit Acrylfarbe gemalten Bilder wurden in mehreren Galerien ausgestellt und von privaten Sammlern bestellt. Die Motive entnahm er der nordamerikanischen Wildnis.

## Werke (Auswahl)
Bernard Aarons Kompositionen für klassische Gitarre wurden vor allem bei Waterloo Music publiziert. In vielen Publikationen für klassische Gitarre, wie Classical Guitar, Guitar International und Guitarra wurden seine Werke abgedruckt.

### Werke für Gitarre und Orchester
- Mightier than the Sword, Ballettmusik für Gitarre und Orchester, Florence Novelli gewidmet

### Musicals für Kinder und Jugendliche
- Peppercorn's magic. Text: Brenda Katz, publiziert bei der Waterloo Music Co., New York, 1975 OCLC 695600445
- Mrs. Perriwinkle's cosmic dream, Text: Florence Novelli, ISBN 978-1-55155-907-0
- Three Christmas Musicals. Text: Florence Novelli ISBN 978-0-88754-236-7
  - Santa and the King
  - Mrs. Oodle-Noodle and Crumdum
  - Mrs. Oodle-Noodle and Santa.
- Spindlerion and the Princess[3]

### Werke für Gitarre solo
- Christmas variations, seven variations on Coventry carol, 1980 OCLC 8621972 Thema: The manger [Die Krippe] Variation1: The heavens [Die Himmel] Variation 2: Tidings of the Saviour [Botschaft des Retters] Variation 3: Three kings [Drei Könige] Variation 4: Choir of angels [Chor der Engel]  Variation 5: King Herod [König Herodes] Variation 6: Joy to mankind [Freude für die Menschheit] Variation 7: Finale
- Greensleeves, for classical guitar, five variations on an Elizabethan theme, 1980 OCLC 7799441
- Scottish Romance, publiziert in Classical Guitar, November 1986
- Allegretto, publiziert in Guitar intern, April 1987
- The Bernard A. Aaron collection, Wythenshawe, Manchester, 1987 OCLC 62334324
  - England
  - Eight variations on an old English theme What child is this: Greensleeves
  - English dance
  - Irish rhapsody
  - Scottish romance
  - Voices of Wales  für eine Gitarre
  - Voices of Wales für zwied Gitarren
- Spanish essay Nr. 7: una princesa en la corte del Califa [eine Prinzessin am Hof des Kalifen], eine Fantasie in vier Sätzen für Gitarre solo, basierend auf dem Fall von Granada 1492, A. & N. Productions, Middlewich, 1989 OCLC 497651038
- Guitar Miniatures, enthält The Art of Tremolo, A & N Productions, Bristol, 1990 OCLC 500726912